# 日本のおとぎばなし
『日本のおとぎばなし』（にほんのおとぎばなし）は、中部日本教映企画・エムアイシー製作の16ミリフィルムアニメ作品。主に官公庁や公共機関向けに販売された。1990年に製作され、29作品がある。
また、ピーエスジーが販売するOVA「よいこのアニメ館」のうち、日本の昔話やおとぎ話を集めたシリーズも、一部内容が重複している。1996年頃には、2話ずつ収録されたビデオシリーズとして発売されていたが、現在は「日本のおとぎ話」という名前で、4話ずつ収録された全6巻のビデオシリーズ、および、8話ずつ収録された全3巻のDVDシリーズ（ビデオシリーズ2巻ずつをそれぞれまとめたもの）として販売されている。
経緯は不明であるが、2005年頃から各地の地上波において15分番組、または、2本分をまとめた30分番組として放送されている。
声の出演は小宮和枝、沢りつお。なお同じメンバーで「世界のおとぎばなし」が製作されている。

## 各話リスト
2009年10月1日から11月19日までの新潟総合テレビでの放送（火曜日 - 金曜日16:45 - 16:59）では以下の順番となっている。中部日本教映の16ミリフィルムの順番にそった形で放映されている。
| 話数   | サブタイトル     | 放送日        | 中部日本教映の16ミリフィルム | ピーエスジーのビデオシリーズ |
| ------ | ---------------- | ------------- | ---------------------------- | ---------------------------- |
| 1      | ももたろう       | 2009年10月1日 | 日本のおとぎばなし1          | 日本のおとぎ話(1) 1話目      |
| 2      | はなさかじいさん | 10月2日       | 日本のおとぎばなし1          | 日本のおとぎ話(4) 1話目      |
| 3      | うらしまたろう   | 10月6日       | 日本のおとぎばなし1          | 日本のおとぎ話(1) 3話目      |
| 4      | さるかにがっせん | 10月7日       | 日本のおとぎばなし1          | 日本のおとぎ話(2) 2話目      |
| 5      | つるのおんがえし | 10月8日       | 日本のおとぎばなし1          | 日本のおとぎ話(4) 3話目      |
| 6      | こぶとりじいさん | 10月9日       | 日本のおとぎばなし1          | 日本のおとぎ話(2) 1話目      |
| 7      | わらしべ長者     | 10月13日      | 日本のおとぎばなし1          | 日本のおとぎ話(6) 1話目      |
| 8      | かさじぞう       | 10月14日      | 日本のおとぎばなし1          | 日本のおとぎ話(5) 1話目      |
| 9      | おむすびころりん | 10月15日      | 日本のおとぎばなし1          | 日本のおとぎ話(5) 3話目      |
| 10     | ちから太郎       | 10月16日      | 日本のおとぎばなし1          | 日本のおとぎ話(6) 2話目      |
| 11     | いっすんぼうし   | 10月20日      | 日本のおとぎばなし2          | 日本のおとぎ話(3) 4話目      |
| 12     | かぐやひめ       | 10月21日      | 日本のおとぎばなし2          | 日本のおとぎ話(3) 1話目      |
| 13     | きんたろう       | 10月22日      | 日本のおとぎばなし2          | 日本のおとぎ話(5) 4話目      |
| 14     | ぶんぶく茶がま   | 10月23日      | 日本のおとぎばなし2          | 日本のおとぎ話(4) 4話目      |
| 15     | うしわかまる     | 10月27日      | 日本のおとぎばなし2          | 日本のおとぎ話(2) 3話目      |
| 16     | ゆきおんな       | 10月28日      | 日本のおとぎばなし2          | 日本のおとぎ話(4) 2話目      |
| 17     | 一休さん         | 10月29日      | 日本のおとぎばなし2          | 日本のおとぎ話(5) 2話目      |
| 18     | かちかちやま     | 10月30日      | 日本のおとぎばなし2          | 日本のおとぎ話(1) 2話目      |
| 19     | はちかつぎ姫     | 11月4日       | 日本のおとぎばなし2          | 日本のおとぎ話(3) 2話目      |
| 20     | したきりすずめ   | 11月5日       | 日本のおとぎばなし2          | 日本のおとぎ話(3) 3話目      |
| 21     | 海ひこ山ひこ     | 11月6日       | 日本のおとぎばなし2          | 日本のおとぎ話(2) 4話目      |
| 22     | うりこひめ       | 11月10日      | 日本のおとぎばなし3          | 日本のおとぎ話(6) 4話目      |
| 23     | かもとりごんべえ | 11月11日      | 日本のおとぎばなし3          | 日本のおとぎ話(1) 4話目      |
| 24     | 三年寝太郎       | 11月12日      | 日本のおとぎばなし3          | -                            |
| 25     | すもうおばけ     | 11月13日      | 日本のおとぎばなし3          | -                            |
| 26     | 天狗の羽うちわ   | 11月17日      | 日本のおとぎばなし3          | 日本のおとぎ話(6) 3話目      |
| 27     | 貧乏神と福の神   | 11月18日      | 日本のおとぎばなし3          | -                            |
| 28     | 彦一とんちばなし | 11月19日      | 日本のおとぎばなし3          | -                            |
| 未放送 | あずきおばけ     |               | 日本のおとぎばなし3          | -                            |